# Lista över insjöar i Sverige med namn som slutar på -träsk

Spridning av sjöar med namn på -träsk och -träsket i Sverige

Lista över insjöar i Sverige med artikel på Wikipedia som slutar på -träsk:
- Ajkesträsk, sjö i Gotlands kommun och Gotland 57°57′47″N 19°13′13″Ö / 57.96296°N 19.22026°Ö
- Alningshajdträsk, sjö i Gotlands kommun och Gotland 57°55′17″N 18°51′38″Ö / 57.92126°N 18.86052°Ö
- Alnäsaträsk, sjö i Gotlands kommun och Gotland 57°56′33″N 19°09′56″Ö / 57.94240°N 19.16559°Ö
- Asträsk, sjö i Gotlands kommun och Gotland 57°17′17″N 18°24′00″Ö / 57.28815°N 18.40003°Ö
- Bjärsträsk, sjö i Gotlands kommun och Gotland 57°18′43″N 18°23′25″Ö / 57.31188°N 18.39041°Ö
- Bondansträsk, sjö i Gotlands kommun och Gotland 57°58′29″N 19°08′40″Ö / 57.97477°N 19.14444°Ö
- Botvalde träsk, sjö i Gotlands kommun och Gotland 57°35′30″N 18°47′47″Ö / 57.59155°N 18.79651°Ö
- Broträsk, sjö i Gotlands kommun och Gotland 57°19′07″N 18°25′08″Ö / 57.31857°N 18.41877°Ö
- Bästeträsk, sjö i Gotlands kommun och Gotland 57°53′56″N 18°55′43″Ö / 57.89886°N 18.92848°Ö
- Dämbaträsk, sjö i Gotlands kommun och Gotland 57°52′09″N 19°07′29″Ö / 57.86926°N 19.12470°Ö
- Fardumeträsk, sjö i Gotlands kommun och Gotland 57°47′15″N 18°54′57″Ö / 57.78758°N 18.91583°Ö
- Fridträsk, sjö i Gotlands kommun och Gotland 57°18′57″N 18°23′57″Ö / 57.31575°N 18.39915°Ö
- Gardträsk, sjö i Gotlands kommun och Gotland 57°50′02″N 18°45′26″Ö / 57.83378°N 18.75710°Ö
- Hagebyträsk, sjö i Gotlands kommun och Gotland 57°19′41″N 18°27′38″Ö / 57.32812°N 18.46064°Ö
- Hau träsk, sjö i Gotlands kommun och Gotland 57°53′34″N 19°00′07″Ö / 57.89271°N 19.00201°Ö
- Källingträsk, sjö i Gotlands kommun och Gotland 57°52′08″N 18°51′08″Ö / 57.86882°N 18.85220°Ö
- Kölningsträsk, sjö i Gotlands kommun och Gotland 57°54′05″N 18°52′19″Ö / 57.90140°N 18.87200°Ö
- Liffrideträsk, sjö i Gotlands kommun och Gotland 57°18′57″N 18°28′10″Ö / 57.31581°N 18.46938°Ö
- Lillträsk, sjö i Gotlands kommun och Gotland 57°53′04″N 18°59′52″Ö / 57.88437°N 18.99790°Ö
- Marpesträsk, sjö i Gotlands kommun och Gotland 57°55′38″N 19°04′51″Ö / 57.92718°N 19.08091°Ö
- Mjölhatteträsk, sjö i Gotlands kommun och Gotland 57°01′21″N 18°14′06″Ö / 57.02241°N 18.23505°Ö
- Mölnorträsk, sjö i Gotlands kommun och Gotland 57°55′43″N 19°08′18″Ö / 57.92856°N 19.13829°Ö
- Mörtträsk, sjö i Gotlands kommun och Gotland 57°18′16″N 18°23′20″Ö / 57.30437°N 18.38889°Ö
- Nackträsk, sjö i Gotlands kommun och Gotland 57°54′48″N 18°58′56″Ö / 57.91325°N 18.98223°Ö
- Pukaträsk, sjö i Gotlands kommun och Gotland 57°58′20″N 19°12′37″Ö / 57.97221°N 19.21032°Ö
- Rammträsk, sjö i Gotlands kommun och Gotland 57°19′09″N 18°24′23″Ö / 57.31919°N 18.40636°Ö
- Sigvaldeträsk, sjö i Gotlands kommun och Gotland 57°20′30″N 18°31′38″Ö / 57.34179°N 18.52709°Ö
- Slottsträsk, sjö i Gotlands kommun och Gotland 57°19′17″N 18°25′07″Ö / 57.3214°N 18.4186°Ö
- Stajnträsk (Butleks-Kalbjärga, Fårö socken, Gotland), sjö i Gotlands kommun och Gotland 57°58′27″N 19°12′40″Ö / 57.97416°N 19.21118°Ö
- Stajnträsk (Mölnor, Fårö socken, Gotland), sjö i Gotlands kommun och Gotland 57°55′48″N 19°05′43″Ö / 57.93004°N 19.09535°Ö
- Svarvträsk, sjö i Gotlands kommun och Gotland 57°55′51″N 19°06′52″Ö / 57.93089°N 19.11452°Ö
- Sändeträsk, sjö i Gotlands kommun och Gotland 57°54′34″N 19°00′50″Ö / 57.90958°N 19.01381°Ö
- Tingstäde träsk, sjö i Gotlands kommun och Gotland 57°43′42″N 18°37′51″Ö / 57.72823°N 18.63078°Ö
- Trullträsk, sjö i Gotlands kommun och Gotland 57°54′03″N 18°50′14″Ö / 57.90089°N 18.83719°Ö
- Brakträsk, sjö i Haninge kommun och Södermanland 59°06′38″N 18°27′19″Ö / 59.11069°N 18.45541°Ö
- Dammträsk, sjö i Haninge kommun och Södermanland 59°10′50″N 18°08′34″Ö / 59.18064°N 18.14271°Ö
- Djupträsk, Södermanland, sjö i Haninge kommun och Södermanland 59°08′32″N 18°20′34″Ö / 59.14231°N 18.34267°Ö
- Granstaträsk, sjö i Södertälje kommun och Södermanland 59°17′22″N 17°23′34″Ö / 59.28955°N 17.39266°Ö
- Hammarbyträsk, sjö i Södertälje kommun och Södermanland 59°16′46″N 17°26′35″Ö / 59.27941°N 17.44307°Ö
- Hemträsk, sjö i Haninge kommun och Södermanland 59°08′24″N 18°21′23″Ö / 59.13998°N 18.35630°Ö
- Herröträsk, sjö i Nynäshamns kommun och Södermanland 58°59′07″N 18°01′27″Ö / 58.98524°N 18.02420°Ö
- Hyttaträsk, sjö i Haninge kommun och Södermanland 59°01′16″N 18°10′46″Ö / 59.02102°N 18.17941°Ö
- Knipträsk, sjö i Nacka kommun och Södermanland 59°16′43″N 18°13′43″Ö / 59.27848°N 18.22855°Ö
- Lervassaträsk, sjö i Haninge kommun och Södermanland 59°03′11″N 18°23′51″Ö / 59.05303°N 18.39762°Ö
- Lillströmsträsk, sjö i Tyresö kommun och Södermanland 59°12′04″N 18°21′40″Ö / 59.20105°N 18.36103°Ö
- Lättingsträsk, sjö i Haninge kommun och Södermanland 59°02′45″N 18°22′32″Ö / 59.04584°N 18.37564°Ö
- Långträsk, Södermanland, sjö i Haninge kommun och Södermanland 59°01′14″N 18°22′00″Ö / 59.02060°N 18.36661°Ö
- Lövhagsträsk, sjö i Haninge kommun och Södermanland 58°58′24″N 18°08′14″Ö / 58.97329°N 18.13717°Ö
- Rassa träsk, sjö i Nynäshamns kommun och Södermanland 58°51′36″N 17°52′27″Ö / 58.85994°N 17.87421°Ö
- Skabroträsk, sjö i Södertälje kommun och Södermanland 59°14′52″N 17°27′21″Ö / 59.24765°N 17.45592°Ö
- Stunnträsk, sjö i Haninge kommun och Södermanland 59°01′32″N 18°22′37″Ö / 59.02542°N 18.37690°Ö
- Torpträsk, sjö i Haninge kommun och Södermanland 59°01′21″N 18°09′16″Ö / 59.02255°N 18.15444°Ö
- Valingeträsk, sjö i Haninge kommun och Södermanland 59°00′53″N 18°07′08″Ö / 59.01475°N 18.11891°Ö
- Vitträsk, Södermanland, sjö i Haninge kommun och Södermanland 59°01′59″N 18°25′02″Ö / 59.03297°N 18.41719°Ö
- Ällmora träsk, sjö i Tyresö kommun och Södermanland 59°12′33″N 18°22′42″Ö / 59.20915°N 18.37827°Ö
- Årbyträsk, sjö i Södertälje kommun och Södermanland 59°16′05″N 17°24′22″Ö / 59.26802°N 17.40604°Ö
- Åva träsk, sjö i Tyresö kommun och Södermanland 59°09′50″N 18°20′37″Ö / 59.16376°N 18.34373°Ö
- Abborrträsk, Uppland, sjö i Nacka kommun och Uppland 59°19′50″N 18°17′24″Ö / 59.33067°N 18.28991°Ö
- Aspviksträsk, sjö i Värmdö kommun och Uppland 59°20′26″N 18°25′30″Ö / 59.34060°N 18.42513°Ö
- Björnträsk, Uppland, sjö i Värmdö kommun och Uppland 59°17′00″N 18°28′36″Ö / 59.28342°N 18.47655°Ö
- Bodaträsk, sjö i Österåkers kommun och Uppland 59°26′27″N 18°16′00″Ö / 59.44094°N 18.26661°Ö
- Båtdragträsk, sjö i Norrtälje kommun och Uppland 59°40′21″N 18°43′36″Ö / 59.67245°N 18.72656°Ö
- Fjällboträsk, sjö i Norrtälje kommun och Uppland 60°03′21″N 18°47′24″Ö / 60.05580°N 18.79003°Ö
- Karsvretaträsk, sjö i Österåkers kommun och Uppland 59°26′39″N 18°16′29″Ö / 59.44429°N 18.27479°Ö
- Koviksträsk, sjö i Nacka kommun och Uppland 59°20′37″N 18°21′40″Ö / 59.34366°N 18.36101°Ö
- Kvarnträsk, sjö i Värmdö kommun och Uppland 59°17′52″N 18°22′21″Ö / 59.29782°N 18.37250°Ö
- Lugneträsk, sjö i Värmdö kommun och Uppland 59°15′51″N 18°31′38″Ö / 59.26423°N 18.52715°Ö
- Långträsk, Uppland, sjö i Värmdö kommun och Uppland 59°18′17″N 18°22′39″Ö / 59.30481°N 18.37759°Ö
- Nora träsk, sjö i Danderyds kommun och Uppland 59°24′17″N 18°00′31″Ö / 59.40460°N 18.00859°Ö
- Råcksta träsk, sjö i Stockholms kommun och Uppland 59°21′09″N 17°52′29″Ö / 59.35247°N 17.87473°Ö
- Svartträsk, Uppland, sjö i Värmdö kommun och Uppland 59°18′00″N 18°29′08″Ö / 59.30012°N 18.48559°Ö
- Säbyträsk, sjö i Österåkers kommun och Uppland 59°26′22″N 18°13′06″Ö / 59.43933°N 18.21836°Ö
- Tollareträsk, sjö i Nacka kommun och Uppland 59°18′21″N 18°14′36″Ö / 59.30596°N 18.24332°Ö
- Virträsk, sjö i Värmdö kommun och Uppland 59°17′58″N 18°28′43″Ö / 59.29954°N 18.47869°Ö
- Viträsk, sjö i Värmdö kommun och Uppland 59°16′07″N 18°45′49″Ö / 59.26859°N 18.76366°Ö
- Våtängsträsk, sjö i Värmdö kommun och Uppland 59°18′06″N 18°22′02″Ö / 59.30178°N 18.36718°Ö
- Återvallsträsk, sjö i Värmdö kommun och Uppland 59°16′01″N 18°28′02″Ö / 59.26681°N 18.46735°Ö
- Ösbyträsk, sjö i Värmdö kommun och Uppland 59°19′36″N 18°24′44″Ö / 59.32666°N 18.41228°Ö
- Mittiträsk, sjö i Skellefteå kommun och Västerbotten 65°07′05″N 21°12′58″Ö / 65.11799°N 21.21618°Ö
- Bredträsk, Lappland, sjö i Arjeplogs kommun och Lappland 65°58′17″N 18°07′27″Ö / 65.97131°N 18.12424°Ö
- Djupträsk, Lappland, sjö i Arjeplogs kommun och Lappland 66°30′26″N 16°41′17″Ö / 66.50713°N 16.68798°Ö
- Klarträsk, sjö i Gällivare kommun och Lappland 67°16′52″N 20°02′12″Ö / 67.28121°N 20.03657°Ö
- Rackträsk, sjö i Arjeplogs kommun och Lappland 66°00′49″N 18°03′42″Ö / 66.01351°N 18.06171°Ö
- Torneträsk, sjö i Kiruna kommun och Lappland 68°20′15″N 19°15′34″Ö / 68.33753°N 19.25938°Ö
- Djupeträsk, sjö i Oskarshamns kommun 57°16′11″N 16°21′42″Ö / 57.269754°N 16.36177°Ö